# Heinrich Peters (Landrat)
Heinrich Wilhelm Hubert Peters (* vor 1876; † 1951 in Berlin-Halensee) war ein deutscher Verwaltungsjurist.

## Leben
Peters studierte an der Kaiser-Wilhelms-Universität Straßburg. 1894 wurde er Corpsschleifenträger der Palatia Straßburg. 1907 wurde er von der Universität Leipzig zum Dr. iur. et rer. pol. promoviert. Er war Regierungsassessor bei der Regierung in Gumbinnen. Er wurde am 15. Juli 1910 als kommissarischer Landrat in den Landkreis Heydekrug entsandt und am 10. Januar 1911 endgültig zum Landrat des Kreises in Preußisch Litauen ernannt. Am 8. Dezember 1914, nach dem verheerenden Russeneinfall zu Beginn des Ersten Weltkriegs, wurde er abgelöst.

## Ehrungen
- Geheimer Regierungsrat